# Вуксанлекићи
Вуксанлекићи је насеље у општини Тузи у Црној Гори. Према попису из 2003. било је 280 становника (према попису из 1991. било је 570 становника).

## Демографија
У насељу Вуксанлекићи живи 202 пунолетна становника, а просечна старост становништва износи 35,3 година (33,3 код мушкараца и 37,8 код жена). У насељу има 53 домаћинства, а просечан број чланова по домаћинству је 5,28.
Ово насеље је великим делом насељено Албанцима (према попису из 2003. године).
|  |

| Демографија | Демографија | Демографија |
| Година      | Становника  | Становника  |
| ----------- | ----------- | ----------- |
|             |             |             |
|             |             |             |
|             |             |             |
|             |             |             |
| 1948.       | 240         |             |
| 1953.       | 266         |             |
| 1961.       | 343         |             |
| 1971.       | 427         |             |
| 1981.       | 539         |             |
| 1991.       | 570         | 302         |
| 2003.       | 542         | 280         |
|             |             |             |

| Етнички састав према попису из 2003.‍ | Етнички састав према попису из 2003.‍ | Етнички састав према попису из 2003.‍ | Етнички састав према попису из 2003.‍ | Етнички састав према попису из 2003.‍ |
| ------------------------------------ | ------------------------------------ | ------------------------------------ | ------------------------------------ | ------------------------------------ |
|                                      |                                      |                                      |                                      |                                      |
| Албанци                              | Албанци                              |                                      | 276                                  | 98,57%                               |
| Црногорци                            | Црногорци                            |                                      | 2                                    | 0,71%                                |
| Хрвати                               | Хрвати                               |                                      | 1                                    | 0,35%                                |
| непознато                            | непознато                            |                                      | 0                                    | 0,0%                                 |

| Година пописа     | 1948. | 1953. | 1961. | 1971. | 1981. | 1991. | 2003. |
| ----------------- | ----- | ----- | ----- | ----- | ----- | ----- | ----- |
| Број домаћинстава | 38    | 39    | 63    | 56    | 63    | 86    | 61    |

| Број чланова      | 1  | 2 | 3 | 4 | 5 | 6  | 7  | 8 | 9 | 10 и више | Просек |
| ----------------- | -- | - | - | - | - | -- | -- | - | - | --------- | ------ |
| Број домаћинстава | 53 | 1 | 2 | 5 | 9 | 13 | 10 | 7 | 5 | 0         | 1      |

| Пол    | Укупно | Неожењен/Неудата | Ожењен/Удата | Удовац/Удовица | Разведен/Разведена | Непознато |
| ------ | ------ | ---------------- | ------------ | -------------- | ------------------ | --------- |
| Мушки  | 115    | 47               | 68           | 0              | 0                  | 0         |
| Женски | 103    | 21               | 77           | 5              | 0                  | 0         |
| УКУПНО | 218    | 68               | 145          | 5              | 0                  | 0         |

| Пол    | Укупно                    | Пољопривреда, лов и шумарство | Рибарство                            | Вађење руде и камена | Прерађивачка индустрија       |
| ------ | ------------------------- | ----------------------------- | ------------------------------------ | -------------------- | ----------------------------- |
| Мушки  | 93                        | 73                            | 0                                    | 0                    | 1                             |
| Женски | 9                         | 1                             | 0                                    | 0                    | 0                             |
| УКУПНО | 102                       | 74                            | 0                                    | 0                    | 1                             |
| Пол    | Производња и снабдевање   | Грађевинарство                | Трговина                             | Хотели и ресторани   | Саобраћај, складиштење и везе |
| Мушки  | 0                         | 0                             | 7                                    | 0                    | 2                             |
| Женски | 0                         | 0                             | 2                                    | 0                    | 3                             |
| УКУПНО | 0                         | 0                             | 9                                    | 0                    | 5                             |
| Пол    | Финансијско посредовање   | Некретнине                    | Државна управа и одбрана             | Образовање           | Здравствени и социјални рад   |
| Мушки  | 0                         | 0                             | 1                                    | 7                    | 0                             |
| Женски | 0                         | 0                             | 0                                    | 3                    | 0                             |
| УКУПНО | 0                         | 0                             | 1                                    | 10                   | 0                             |
| Пол    | Остале услужне активности | Приватна домаћинства          | Екстериторијалне организације и тела | Непознато            | Непознато                     |
| Мушки  | 2                         | 0                             | 0                                    | 0                    | 0                             |
| Женски | 0                         | 0                             | 0                                    | 0                    | 0                             |
| УКУПНО | 2                         | 0                             | 0                                    | 0                    | 0                             |